# Blood Axis
Blood Axis — американская музыкальная группа, исполняющая музыку в жанрах неофолк и пост-индастриал. Группа состоит из трёх членов: журналиста и писателя Майкла Мойнихана, музыкального продюсера Роберта Фербраха и музыкантки Аннабель Ли.

## Обзор творчества

### Ранний период (1989—1999)
Мойнихан был основателем Coup de Grace, мультимедийного проекта, в рамках которого проходили сценические выступления, выпускались кассеты с музыкальными записями, а также печатались различные брошюры, последней из которых была работа Фридриха Ницше «Антихрист». Первым продуктом нового проекта стали две песни, «Lord of Ages» (на стихи из поэмы Редьярда Киплинга о мистериях Митры) и «Electricity», которая появилась на немецком сборнике The Lamp Of The Invisible Light, изданном Cthulhu Records. Эти треки были хорошо восприняты европейской публикой и впоследствии были выпущены ещё две песни, которые вошли в сборник Im Blutfeuer.
В 1995 году Мойнихан вместе с Робертом Фербрахом выпустил первый полномасштабный студийный альбом The Gospel of Inhumanity. Альбомные треки сочетали музыку Иоганна Себастьяна Баха и Сергея Прокофьева с современной электронной музыкой. В альбоме также содержится трек с записью, где сам Эзра Паунд читает свои стихи из сборника «Кантос». Мойнихен в своих произведениях также использовал тексты из работ Ницше, Лонгфелло, а также из своих собственных стихов.
Членами группы были Майкл Мойнихэн (вокал, боуран), Аннабель Ли (аккордеон, электрическая скрипка) и Роберт Фербрах (гитары, клавишные).

### Аннабель Ли
Ли и Мойнихан на данный момент составляют «Blood Axis»
Ли переводит различные книги и статьи, в том числе и таких авторов, как Кристиан Рэч и Юлиус Эвола.

### Современные Blood Axis (2000 — сегодняшний день)
В 2005 году Blood Axis выступили на немецком фестивале Flammenzauber с новыми песнями, в том числе в жанре ирландского фолка, а также с несколькими переработанными песнями, выпущенными ранее. В апреле 2006 года Blood Axis выступили ещё на одном фестивале: на этот раз это был Triumvirat, проходивший в Швейцарии. Дуэт выступал в качестве стороннего проекта под названием Knotwork.
Начиная с 1998 года Мойнихан говорил о своей работе над вторым полномасштабным альбомом под названием Ultimacy, который был выпущен, однако, лишь в 2011 году. 2 января 2009 года Blood Axis провели совместный концерт с группой Sangre Cavallum в городе Синтра, Португалия. Мойнихэн заявил на сцене, что новый альбом, под названием Born Again, должен был быть выпущен на следующую Пасху.

## Дискография

### Альбомы
The Gospel of Inhumanity, 1995
CD и 2xLP. Издан лейблам Cthulhu/Storm. CD издан лейблами Elfenblut/Misanthropy/Storm в 1998.
Делюкс CD издание переиздано лейблами Tesco Distribution/Storm в 2001.
Blót: Sacrifice in Sweden, 1998
CD и 2x12" LP, ограниченный тираж в 600 копий. Издан лейблом Cold Meat Industry.
Born Again, 2010
CD издан лейблом Storm. STRM12
Ultimacy, 2011
CD compilation of all the singles and compilation tracks. Издан лейблом Storm. STRM13

### Коллаборация с другими группами и совместные релизы
- Walked in Line, 1995
Сплит 7" EP с Allerseelen. Издан лейблом Storm Records.
- The March of Brian Boru, 1998
Сплит 7" EP с Allerseelen. Издан лейблом Stateart.
- Witch-Hunt: The Rites of Samhain, 2001
Совместно с In Gowan Ring. Издан ограниченной партией CD-R.
- Absinthe: La Folie Verte, 2001
Совместный CD с Les Joyaux De La Princesse. Издан лейблом Athanor.
- Absinthe: La Folie Verte LP box, 2002
Совместный 2х10" LP с Les Joyaux De La Princesse, содержащий ремиксы из Absinthe: La Folie Verte. Издан лейблом Athanor .
Переиздан на CD как Absinthia Taetra лейблом Athanor в 2004 году
- The Dream / Fröleichen So Well Wir, 2010
Сплит 7" EP с Andrew King. Издан лейблом Storm. STRM09

### Witch-Hunt: The Rites of Samhain
Witch-Hunt: The Rites of Samhain — сборник записей, сделанных Blood Axis в 1999 году в сотрудничестве с In Gowan Ring (группа тогда называлась Witch-Hunt). Альбом не был издан каким-либо лейблом. Он продавался на концертах группы в Португалии лишь тиражом в 100 копий CDR для частного распространения. К диску прилагалась сделанная вручную листовка.
Список треков:
Witch Hunt recorded live on Samhain, Oct. 31, 1999
1. Welcoming By Harold McNeill
2. I Lay Stretched On Your Grave / Morning Dew
3. Two Magicians
4. Sea Ritual
5. Dead Men’s Slip-Jig
6. The Rolling of the Stones
7. The Black One

Бонусные треки:
1. The Rolling of the Stones — In Gowan Ring, from the compilation The Pact of the Gods
2. The March of Brian Boru — Blood Axis, from the compilation 10 Years of Madness
3. Follow Me Up To Carlow — Blood Axis, previously unreleased